# Итон, Тимоти
Тимоти Итон (1834—1907) — канадский коммерсант, который создал универмаги «Итонз». Один из самых видных бизнесменов розничной торговли в истории Канады.
Итон родился в Северной Ирландии и эмигрировал в канадскую провинцию Онтарио в 1854 году. После нескольких предприятий Итон купил галантерейный магазин в Торонто и ввёл два рыночного новшества того времени — постоянные цены и залоги удовлетворённсти. В 1884 году, Итон развил почтовную каталожную торговлю.
Итон умер от пневмонии в 1907 году, и его сын Джон Крэйг Итон, стал преемником бизнеса.